# Giulio Vitelli
Giulio Vitelli foi um prelado católico romano que serviu como bispo de Città di Castello (1499–1503).

## Biografia
No dia 7 de abril de 1499, Giulio Vitelli foi nomeado pelo Papa Alexandre VI como Bispo de Città di Castello, onde serviu até à sua renúncia em 1503.